# Marginatocereus marginatus
Marginatocereus marginatus là một loài thực vật có hoa trong họ Cactaceae. Loài này được (DC.) Backeb. mô tả khoa học đầu tiên năm 1942.